# Woodside (Kalifornija)
Woodside je gradić u američkoj saveznoj državi Kalifornija. Prema popisu stanovništva iz 2010. u njemu je živjelo 5.287 stanovnika.